# Нарве Гилье Нордос
Нарве Гилье Нордос (норв. Narve Gilje Nordås; род. 30 сентября 1998, Voll, Ругаланн) — норвежский легкоатлет, специализирующийся в беге на средние и длинные дистанции, бронзовый призёр чемпионата мира 2023 года в беге на 1500 метров. Участник летних Олимпийских игр 2020 года.

## Биография
Достижения Нордоса включают победу на дистанции 5000 метров и серебряную медаль на дистанции 10 000 метров на чемпионате Норвегии по легкой атлетике 2020 года. Он занял итоговое пятое место на дистанции 3000 метров на чемпионате Европы по легкой атлетике в помещении в 2021 году.
В беге на 5000 метров среди мужчин он квалифицировался и представлял Норвегию на летних Олимпийских играх 2020 года в Токио. Он не смог выйти в финал. В сентябре 2021 года он стал чемпионом Норвегии на дистанции 5000 метров.
15 июля 2023 года на соревнованиях в Хойсдене, в Бельгии, на дистанции 5000 метров он улучшил свой личный рекорд более чем на десять секунд, установив отметку — 13:05.38. 
В начале марта 2023 года на чемпионате Европы в помещении в Стамбуле он выиграл дистанцию 1500 метров с рекордом чемпионатов (3:33,95) и 3000 метров с национальным рекордом (7:40,32).

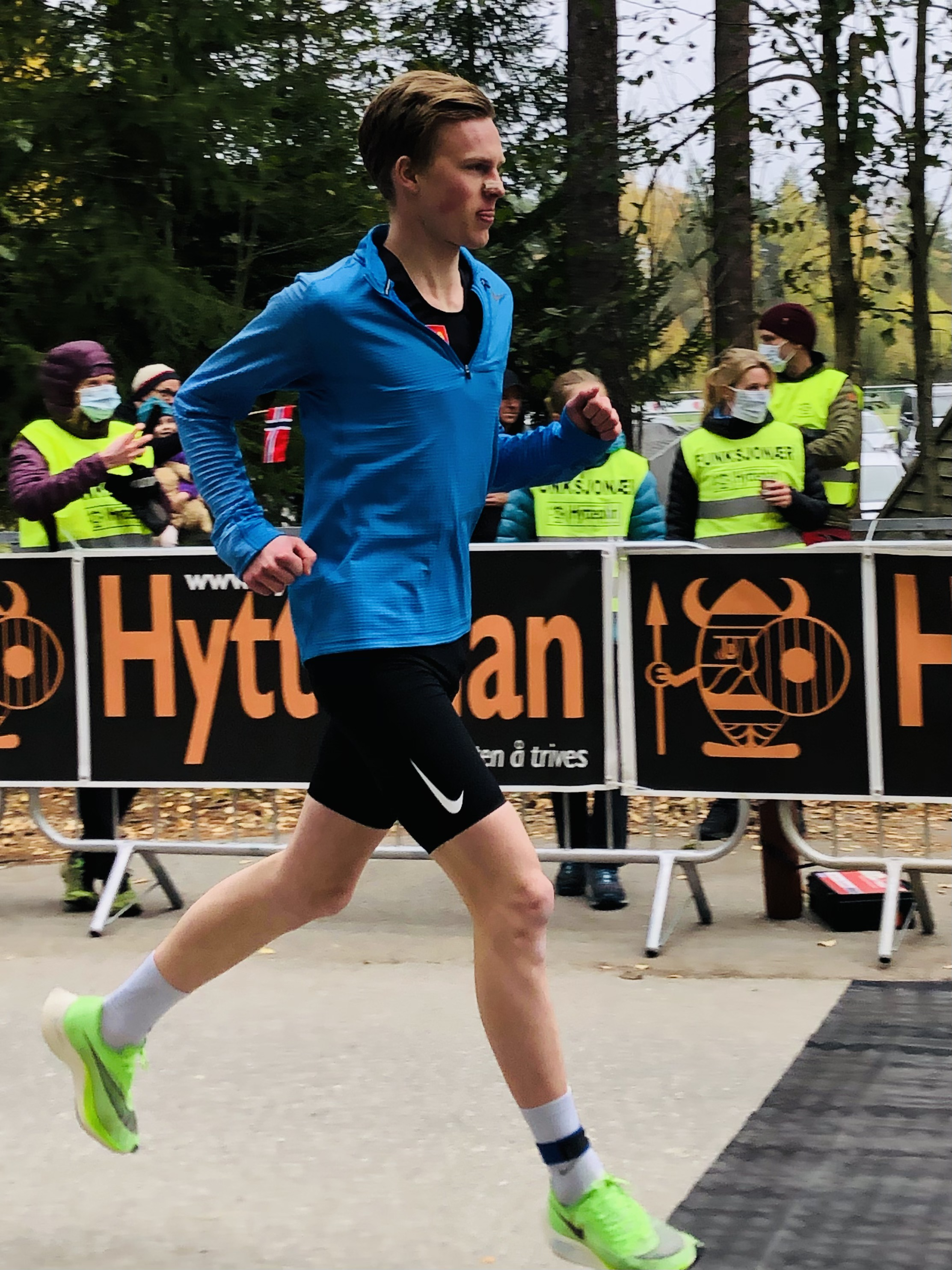
Нарве в 2020 году

В 2023 году на чемпионате мира по лёгкой атлетике в Будапеште норвежец выиграл бронзу в беге на 1500 метров с результатом 3:29,68.